# Tanypus tenuis
Tanypus tenuis är en tvåvingeart som först beskrevs av Johann Wilhelm Meigen 1838.  Tanypus tenuis ingår i släktet Tanypus och familjen fjädermyggor.
Artens utbredningsområde är Belgien. Inga underarter finns listade i Catalogue of Life.